# Alpine Journal
Pour les articles homonymes, voir Alpine Journal (homonymie).
L'Alpine Journal, a record of mountain adventure and scientific observation, ou simplement Alpine Journal, est le bulletin annuel de l'Alpine Club, le Club alpin britannique. Publiée sans interruption depuis 1863, c'est la plus ancienne revue d'alpinisme.
Il a été publié pour la première fois le 2 mars 1863 par la maison Longmans de Londres, avec pour premier éditeur Hereford Brooke George. Il remplaçait Peaks, Passes, and Glaciers, publié deux fois, en 1858 (avec John Ball pour éditeur) et en deux volumes en 1862 (avec E. S. Kennedy pour éditeur).

## Liste des rédacteurs en chef
- H. B. Georges (1863-1867)
- Leslie Stephen (1868–1872)
- Douglas Freshfield (1872–1880)
- W. A. B. Coolidge (1880-1889)
- A. J. Butler (1890-1893)
- William Martin Conway (1894-1895)
- George Yeld (1896-1926) avec comme assistant John Percy Farrar (1920–1926)
- Edward Lisle Strutt (1927–1937)
- Henry Edmund Guise Tyndale (1938-1948)
- Thomas Graham Brown (1949–1953)
- Francis H. Keenlyside (1954-1961)
- A. David M. Cox (1962-1967)
- Alan Blackshaw (1968-1970)
- Edward C. Pyatt (1971-1982)
- John Fairley (1983-1986)
- Ernst Sondheimer (1987-1992)
- Johanna Merz (1992-1997)
- Ed. Douglas (1998-2002)
- Stephen Goodwin (2004-)